# 鄂托克翼龙属
鄂托克翼龙（学名：Otogopterus，意为“鄂托克旗之翼”）是梳颌翼龙科翼龙的一个属，来自中国内蒙古自治区鄂尔多斯地区的早白垩世地层（罗汉洞组）。属下仅含一个物种：郝氏鄂托克翼龙（O. haoae），由姬书安和张笠夫于2020年命名。属名取自化石发现地鄂托克旗，种名致敬古生物学家郝诒纯。郝氏鄂托克翼龙所知于部分下颌骨（下颌骨联合），该骨骼长且直，两侧均有分隔颌骨外表面的嵴。鄂托克翼龙是继鄂尔多斯翼龙后鄂尔多斯地区发现的第二种翼龙。